# 奥恩河畔圣菲尔贝
奥恩河畔圣菲尔贝（法語：Saint-Philbert-sur-Orne，法語發音：[sɛ̃ filbɛʁ syʁ ɔʁn] ⓘ）是法国奥恩省的一个市镇，位于该省北部偏西，奥恩河左岸，隔河与卡尔瓦多斯省相望。属于阿让唐区。

## 地理
奥恩河畔圣菲尔贝（48°50'24"N, 0°22'44"W）面积5.97 平方千米，位于法国诺曼底大区奧恩省，该省份为法国西北部内陆省份，北起顺时针与卡爾瓦多斯省、厄尔省、厄尔-卢瓦省、萨尔特省、马耶讷省和芒什省接壤。
与奥恩河畔圣菲尔贝接壤的市镇（或旧市镇、城区）包括：莱西勒巴尔代勒、勒梅尼勒维勒芒、拉皮利、奥恩河畔梅尼勒于贝尔、皮唐日勒拉克、阿蒂斯-瓦勒德鲁夫尔。
奥恩河畔圣菲尔贝的时区为UTC+01:00、UTC+02:00（夏令时）。

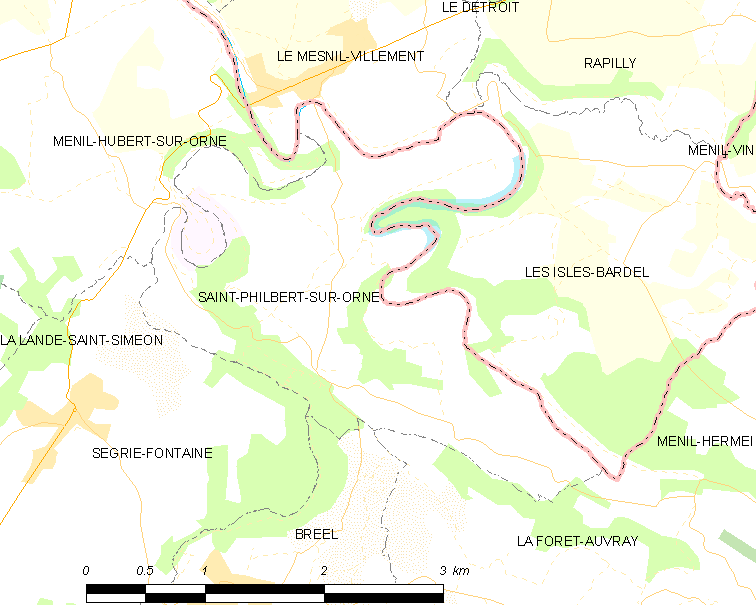
奥恩河畔圣菲尔贝的OSM定位图

## 行政
奥恩河畔圣菲尔贝的邮政编码为61430，INSEE市镇编码为61444。

## 政治
奥恩河畔圣菲尔贝所属的省级选区为阿蒂斯-瓦勒德鲁夫尔县。

## 交通
奥恩省省道D301线和D329线在境内交汇。

## 人口

1962-2008年间奥恩河畔圣菲尔贝人口变化图示

奥恩河畔圣菲尔贝于2022年1月1日时的人口数量为112人。